# 六氯乙烷
六氯乙烷，分子式為C2Cl6。

## 性质
无色斜方有类似樟脑香味的针状结晶。易升华。不溶于水，溶于乙醇、乙醚、氯仿、苯和油类。

## 毒性
为氯代烃中毒性最大的一种。对中枢神经有麻醉作用，可损害肝、肾。

## 制备
一定比例的四氯乙烯与液氯在光作用下发生加成，产生六氯乙烷，再用碳酸钠液中和，经水洗、冷却结晶、离心分离、干燥和粉碎，得到六氯乙烷成品。
{\displaystyle \ CCl_{2}\!=\!CCl_{2}+Cl_{2}\ {\xrightarrow[{115\!-\!120^{o}C}]{\mathit {h\nu }}}\ CCl_{3}CCl_{3}}

## 用途
用于有机合成（如制取1,1,2-三氟-1,2,2-三氯乙烷）、农药、医药工业。也用作溶剂。